# オリンパス PEN Lite E-PL2
PEN Lite E-PL2 は、オリンパス社が製造・販売するミラーレス式一眼デジタルカメラ（マイクロ一眼デジタルカメラ）である。マイクロフォーサーズシステムを採用している。2011年1月28日に発売された。

## 概要
オリンパスの5機種目の一眼デジタルカメラで、デジタルカメラ版のPENシリーズの第5弾であり、エントリーモデルにあたるPEN Lite・シリーズの第3弾となる。レンズはマイクロフォーサーズシステムが採用されている。

## 変更点
前機種となるE-PL1sとの違いは、以下の通りである。
- シャッタースピードが1/2000～60秒から1/4000～60秒に向上したこと、リモートケーブルに対応した[1]
- 背面液晶（ライブビュー）画面が2.7型約23万ドットから3型46万ドットに向上した
- アートフィルターの「ジェントルセピア」が削除された
- アートフィルターに「ドラマチックトーン」が追加された
- E-PL1sがボディカラーが三色展開（ホワイト、ブラック、レッド）なのに対しE-PL2は四色展開（シャンパンゴールド、ホワイト、ブラック、レッド）[2]
- E-PL1sと比べ、E-PL2のほうがボディ幅で約1mm・奥行で約0.5mmほど大きくなり、重量が約66g重い
- E-P1やE-P2に近いデザインとなり、金属を基調とするものとなった
- 背面のボタン配置が変更され、十字ボタンを兼ねたコントロールダイヤルが追加された
- 拡張されたアクセサリーポート2に対応しており、対応周辺機器が使用できる

## 仕様
| 撮像素子            | 4/3型ハイスピード Live MOS センサー 17.3mm×13.0mm                                                                           |
| 有効画素数          | 1230万画素 |
| レンズマウント      | マイクロフォーサーズシステム・マウント                                                                                      |
| AF方式              | ハイスピードイメージャAF |
| 測距点              | 11点 |
| 測光方式            | TTL撮像センサー測光（324分割デジタルESP測光、中央部重点平均測光、スポット測光、スポット測光 ハイライト/シャドーコントロール |
| 連続撮影            | 約3コマ/秒 |
| ISO感度             | ISO200 〜 ISO6400 |
| ホワイトバランス    | オート、プリセット7種、CWB（色温度指定）、ワンタッチWB                                                                      |
| シャッター速度      | 60～1/4000秒 バルブ初期設定：最長8分（1/3、1/2、1EVステップ選択可能）                                                       |
| 手ぶれ補正          | 内蔵式（撮像センサーシフト式手ぶれ補正）3モード（I.S.1、I.S.2、I.S.3）、動画時電子手ぶれ補正                                |
| ファインダー        | 内蔵なし（別売電子ビューファインダーVF-2を取り付け可）                                                                      |
| 液晶モニタ          | ハイパークリスタル液晶 3.0型・約460,000ドット、視野率 100％、輝度調節±7段階調節可能、色温度調節±7段階調節可能               |
| フラッシュ          | 内蔵 |
| 記録媒体            | SD/SDHCメモリーカード |
| 電源                | リチウムイオン充電池BLS-5                                                                                                   |
| 本体サイズ（W×H×D） | 115.4mm（W）×72.7mm（H）×42.0mm（D） - CIPA準拠、突起部含まず                                                               |
| 質量                | 317g（本体のみ）、362g（付属バッテリーおよびメモリーカード含む）                                                            |

## 利用可能な交換レンズ
マイクロフォーサーズ規格の交換レンズが利用可能である（マウントアダプタを使用しない場合）。

## 参考サイト
- OLYMPUS PEN Lite E-PL2 - 公式サイト